# Stanisław Wąsik
Stanisław Wąsik (ur. 10 października?/23 października 1908 w Tobolsku, zm. 25 maja 2004 w Londynie) – działacz socjalistyczny i niepodległościowy. Uczestnik wojny obronnej w 1939 oraz obrony Francji w 1940. Internowany w Szwajcarii, zbiegł do Anglii, gdzie służył w Polskich Siłach Zbrojnych na Zachodzie. Od 1965 do 1990 przewodniczący Centralnego Komitetu Zagranicznego PPS. 

## Życiorys
Syn działacza PPS Antoniego Wąsika. Urodził się na Syberii w miejscu zesłania ojca. Po upływie zesłania, rodzina przeniosła się do Odessy. W 1923 wraz z rodziną został repatriowany do Polski, gdzie w 1927 ukończył naukę w III Gimnazjum Związku Zawodowego Nauczycielstwa Polskiego Szkół Średnich w Warszawie. Od 1925 był członkiem Związku Polskiej Młodzieży Socjalistycznej. 
W 1927 rozpoczął studia na wydziale prawa na Uniwersytecie Warszawskim, zakończone uzyskaniem tytułu magistra praw w 1931. W trakcie studiów należał do ZNMS, z ramienia którego działał w Bratniej Pomocy Studentów UW. W trakcie studiów pracował dorywczo jako korepetytor oraz prowadził świetlice RTPD. Od II roku studiów pracował w dziale pracy i płacy Związku Zawodowego Pracowników Kolejowych. Po ukończeniu studiów odbył służbę w Szkole Podchorążych Rezerwy Wojsk Łączności w Zegrzu.
Przed 1939 pracował w Prokuratorii Generalnej. Jako podporucznik rezerwy (dowódca kompanii łączności) uczestniczył w wojnie obronnej w 1939. Po przejściowej niewoli sowieckiej przedostał się do Warszawy. W grudniu 1939 przez Węgry przedostał się do Paryża do Armii Polskiej we Francji. Pełnił funkcję dowódcy łączności 6 Kresowego pułku strzelców pieszych 2 Dywizji Strzelców Pieszych. W szeregach dywizji wziął udział w walkach w obronie Francji, a następnie z całą dywizją został internowany w Szwajcarii. Dwukrotnie próbował ucieczki. Po pierwszej nieudanej próbie, skazany na dwa miesiące więzienia. Druga próba okazała się udana. Przez Francję przedostał się do Szkocji. Tam został szefem łączności 2 Brygady Strzelców Pieszych, która została rozformowana w 1947. Po wojnie aktywny w środowiskach kombatanckich. Członek Stowarzyszenia Polskich Kombatantów w Wielkiej Brytanii, oraz wykładowca Polskiego Uniwersytetu na Obczyźnie w Londynie.
Od 1948 był członkiem Polskiej Partii Socjalistycznej na emigracji. W latach 1952–1955 był członkiem Centralnej Komisji Rewizyjnej. Od 1955 do 1957 skarbnikiem Centralnego Komitetu Zagranicznego PPS, od 1957 do 1961 wiceprzewodniczącym CKZ i ponownie wiceprzewodniczącym od 1965. Po rozłamie w emigracyjnej PPS na „Centralny Komitet Zagraniczny” Zygmunta Zaremby i „Centralny Komitet” Adama Ciołkosza, był jeden z liderów CKZ. Od 1968 pełnił funkcję przewodniczącego Centralnego Komitetu Zagranicznego. W okresie 1968–1987 reprezentował również CKZ PPS w Międzynarodówce Socjalistycznej, działając w kierownictwie Unii Socjalistycznej Europy Środkowo-Wschodniej (SUCEE).
Od 1954 do 1961 z ramienia PPS był członkiem Tymczasowej Rady Jedności Narodowej, reprezentacji organizacji emigracyjnych przeciwnych dalszemu zajmowaniu urzędu prezydenta RP przez Augusta Zaleskiego. Następnie działał w Federacji Ruchów Demokratycznych, grupującym CKZ PPS, PSL Odłam Jedności Narodowej oraz Polski Ruch Wolnościowy Niepodległość i Demokracja i grupę Stronnictwa Demokratycznego. Od 1987 do 1991 wchodził w skład Rady Narodowej Rzeczypospolitej Polskiej VII i VIII kadencji na uchodźstwie.
Po połączeniu emigracyjnych struktur na Scaleniowym Zjeździe PPS w listopadzie 1987 w Bernried (powiat Deggendorf), został wybrany na przewodniczącego Centralnego Komitetu Zagranicznego PPS (Lidia Ciołkosz objęła funkcję przewodniczącej Centralnej Rady Partyjnej). Po połączeniu z krajowymi strukturami PPS w na XXV Kongresie Polskiej Partii Socjalistycznej w październiku 1990 w Warszawie został wybrany na wiceprzewodniczącego Rady Naczelnej PPS. Po śmierci Jana Józefa Lipskiego, od września 1991 do listopada 1992 pełnił funkcję przewodniczącego Rady Naczelnej PPS. Na XXVI Kongresie PPS wycofał swoją kandydaturę, z uwagi na zamieszkanie za granicą i potrzebę wyłonienia krajowego lidera PPS. Później wskutek sporów wewnątrz PPS po 1995 wycofał się z działalności partyjnej.